# Butkara I
Butkara I è un'area sacra buddhista situata nella valle del fiume Jambil, presso Mingora. L'area sacra è costituita da un recinto irregolare quadrangolare, con un ingresso posto sul lato a sud. L'area è dominata dal Grande Stūpa a pianta circolare, circondato da altri edifici di dimensioni minori (stūpa, vihara, colonne). L'area sacra ha subito diverse trasformazioni, ben rappresentate dalle continue ricostruzioni del Grande Stūpa.

## Archeologia
Gli scavi vennero iniziati dalla Missione Archeologica Italiana nel 1956 e terminarono nel 1962, sotto la guida di Domenico Faccenna. Grazie al rinvenimento di alcune monete, è stato possibile risalire alle varie fasi ricostruttive del Grande Stūpa (GSt.), la cui costruzione va assegnata presumibilmente al III sec. a.C. (GSt. 1), con successivi rifacimenti nel II a.C. (GSt. 2), tra la fine del I a.C. e l'inizio del I d.C. (GSt. 3), nella prima metà del IV d.C. (GSt. 4) e alla fine del VII-VIII d.C. (GSt. 5).
La missione ha stabilito che lo stupa fu "monumentalizzato" con l'aggiunta di decorazioni architettoniche ellenistiche nel corso del II secolo a.C., suggerendo un coinvolgimento diretto degli Indo-Greci, governanti dell'India nord-occidentale in quel periodo, nello sviluppo dell'architettura greco-buddhista.
È stato rinvenuto un capitello indo-corinzio raffigurante un devoto buddista all'interno di un fogliame, alla cui base erano sepolti un reliquiario e una moneta di Azes II, datando in modo sicuro la scultura a prima del 20 a.C.

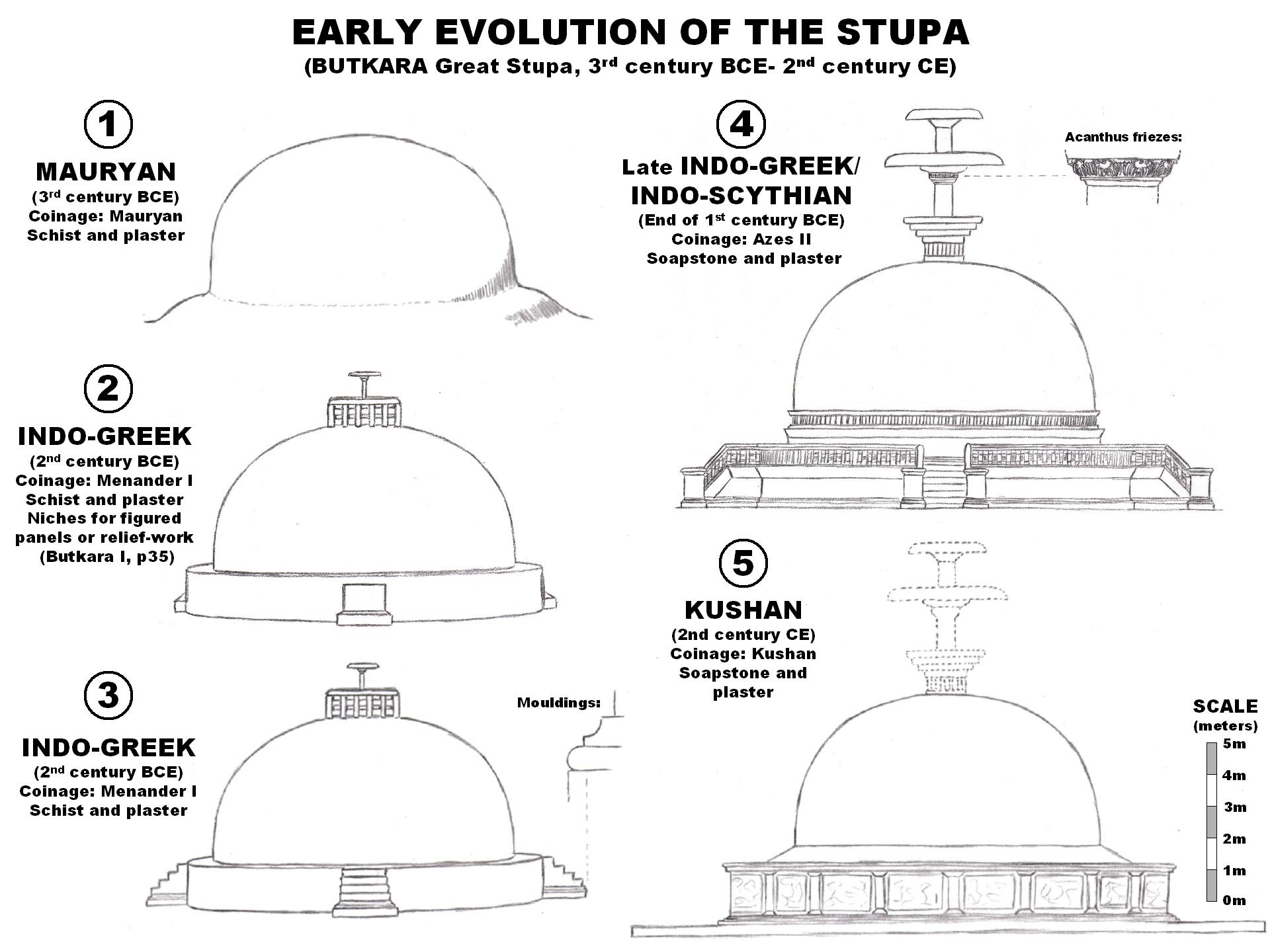
Evoluzione del Grande Stupa di Butkara.

Le numerose sculture di scisto provenienti dall'area sacra sono conservate presso lo Swat Museum di Saidu Sharif, il Museo Nazionale d'Arte Orientale "Giuseppe Tucci" di Roma e il Museo d'Arte Orientale di Torino.

## Datazione
Il nucleo più antico (GSt 1) ha rivelato una moneta di Chandragupta Maurya ed è quindi datato al periodo Ashoka. Una moneta di Menandro I è stata trovata nel secondo strato più antico (GSt 2). Una moneta di Azes II è stata rinvenuta sotto un basamento del terzo strato (GSt 3), che è quindi datato alla fine del I secolo a.C. o all'inizio del I secolo a.C. Il quarto strato (GSt 4) conteneva monete tardive di Azes II e monete del sovrano Kushan Kujula Kadphises.
La statua del Buddha (o Bodhisattva) seduto in situ a Butkara è considerata una delle prime, se non la prima, statua iconografica del Buddha conosciuta nell'India nord-occidentale. Si ritiene che la statua risalga alla fine del I secolo a.C. all'inizio del I secolo, poiché è stata scoperta nello strato GSt 3 che conteneva una moneta di Azes II.  Stime più conservative la datano al I-II secolo a.C., all'incirca nello stesso periodo in cui furono realizzate le prime statue del Buddha conosciute nell'arte di Mathura. Probabilmente la prima statua del Buddha conosciuta nell'arte di Mathura è il "Buddha di Isapur", datato al 15 a.C. circa. Ciò renderebbe la creazione dell'immagine del Buddha un fenomeno approssimativamente simultaneo tra le due aree geografiche.

## Galleria d'immagini

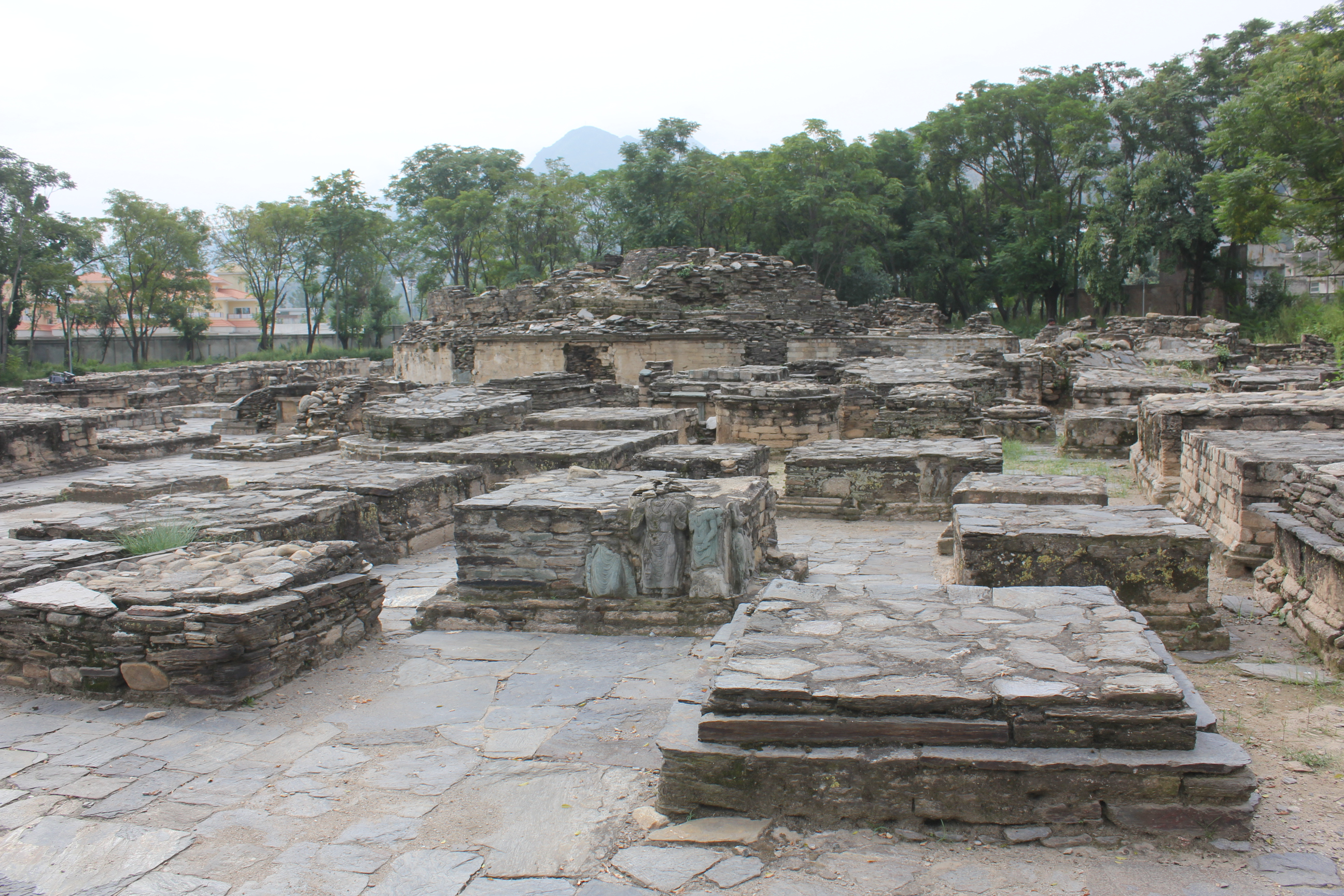
Veduta dell'area sacra di Butkara con, al centro, il Grande Stūpa.
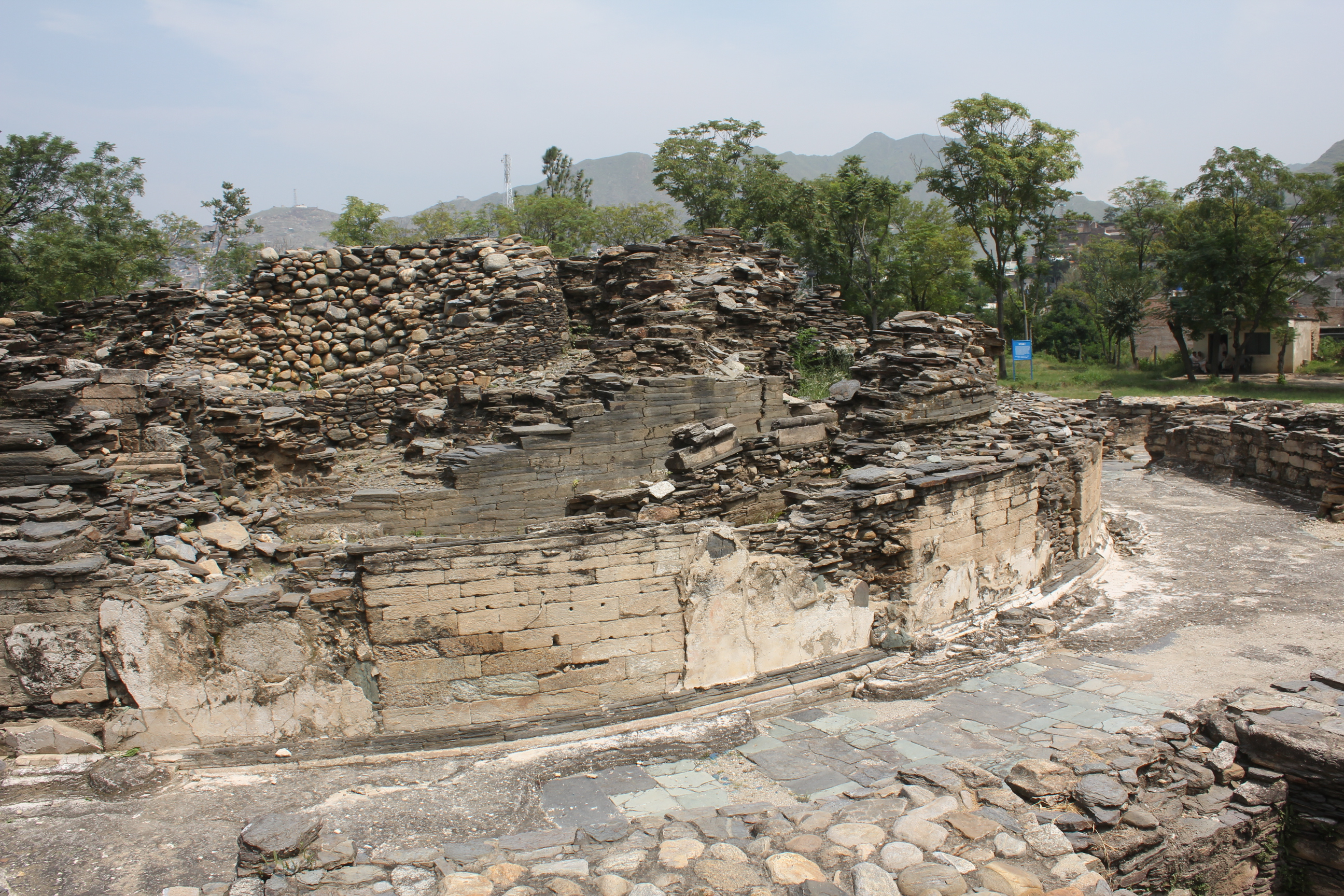
Il Grande Stūpa.
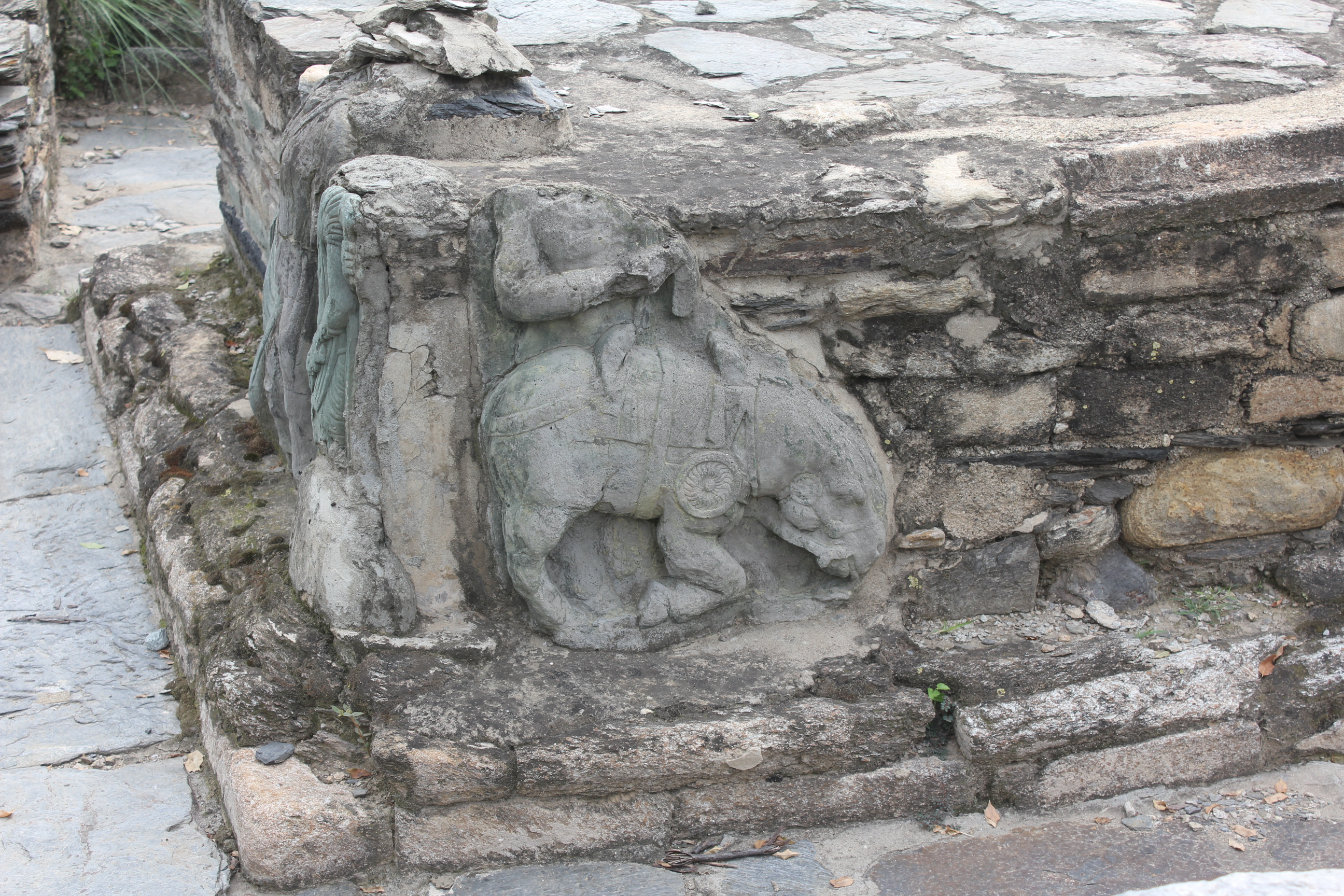
Rilievo in situ raffigurante l'addio di Kanthaka.
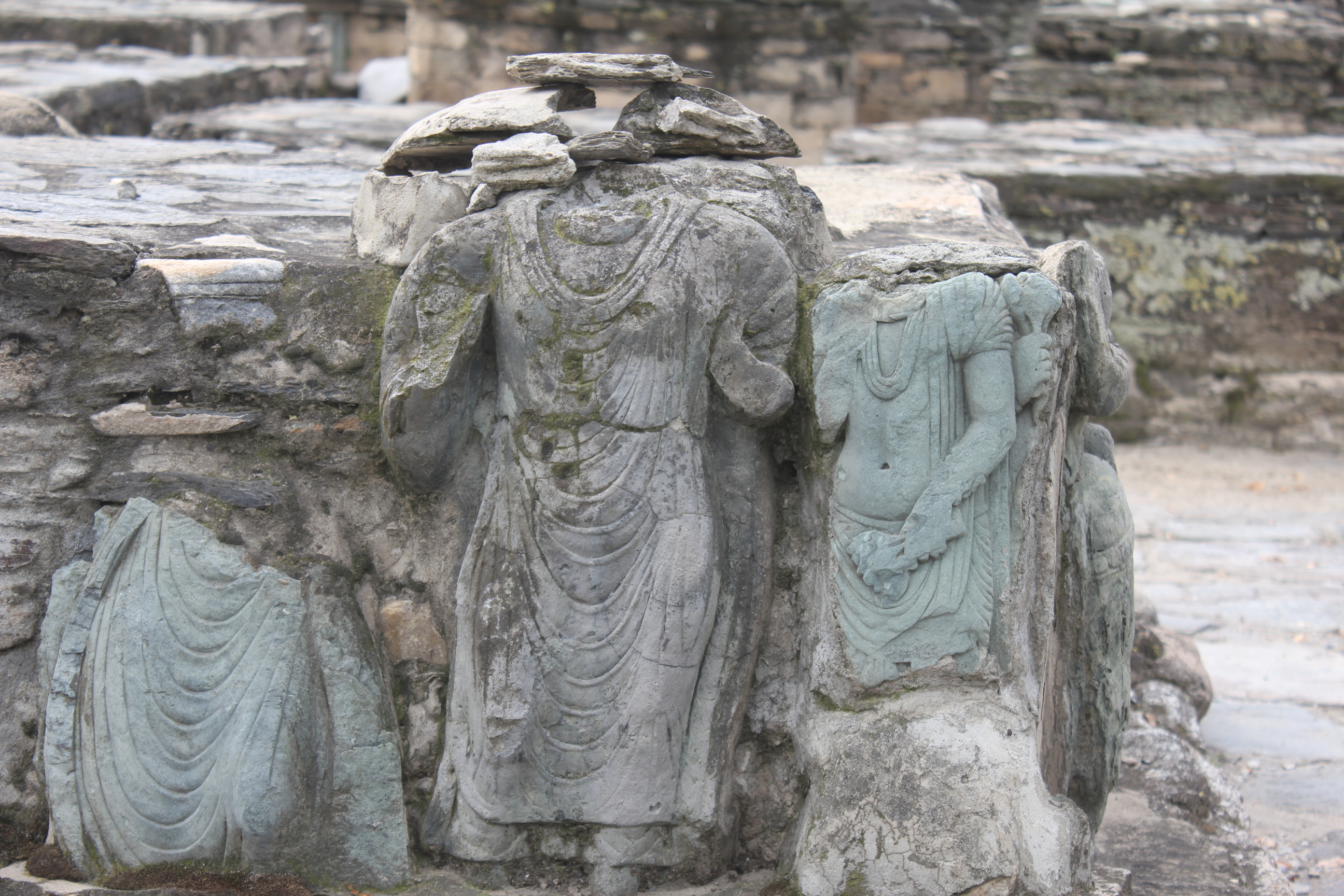
Rilievi in situ raffiguranti il Buddha e una figura maschile vestita all'indiana.
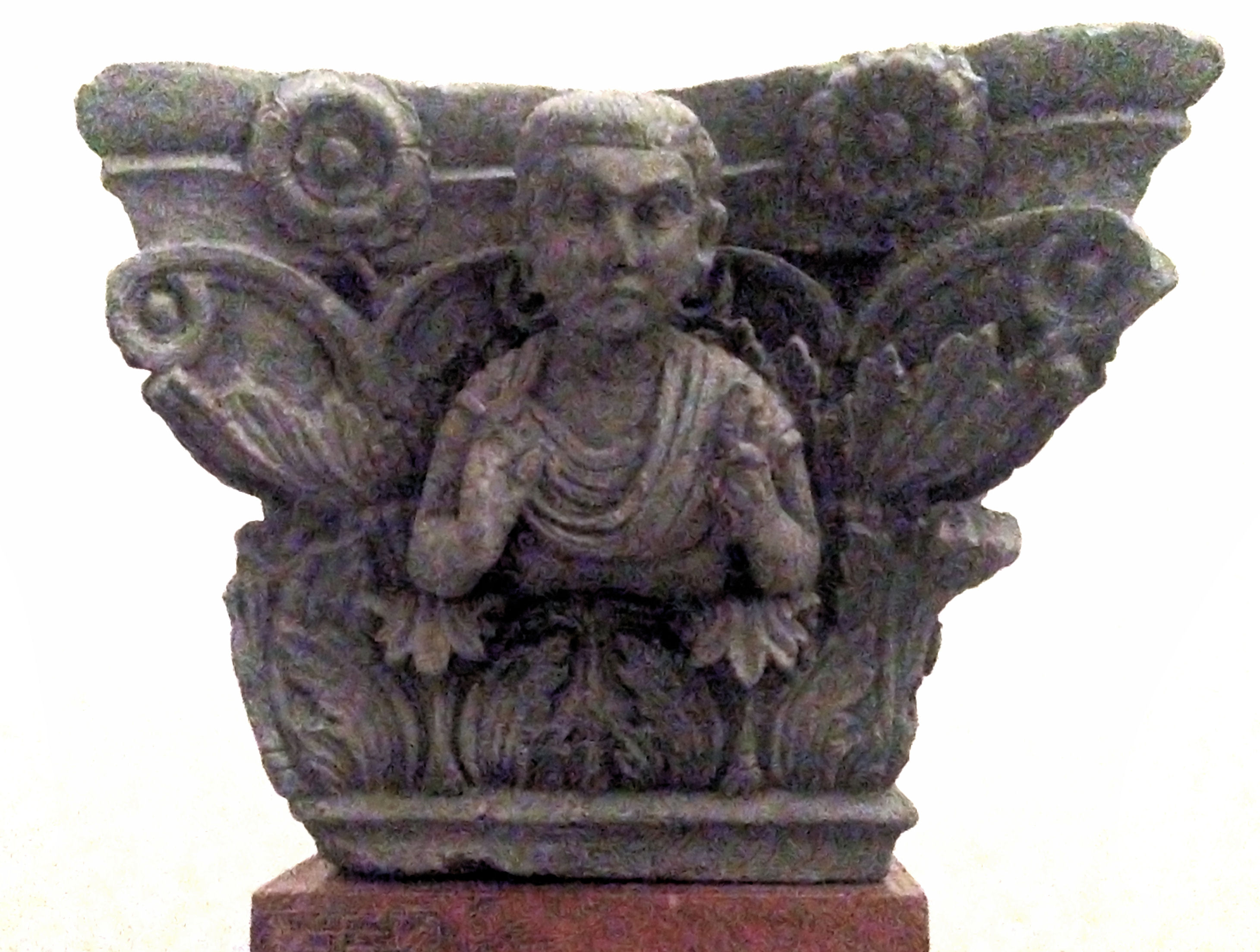
Capitello indo-corinzio